# Marianne Tromlitz
Marianne Tromlitz Wieck (Greiz, 17 maggio 1797 – 10 marzo 1872) è stata una cantante lirica e pianista tedesca.

## Biografia
Il nonno di Marianne, Johann George Tromlitz, era stato un celebre flautista e compositore, mentre il padre era cantore a Plauen.
Si sposò nel 1816 con  Johann Gottlob Friedrich Wieck (1785-1873) da cui nascono cinque figlie e figli: Adelheid - morta prima che la secondogenita nascesse -, Clara, Alwin,Gustav e Viktor. Nei primi anni di matrimonio, Marianne riuscì ad occuparsi della casa pur continuando a esibirsi e dando lezioni di canto e pianoforte. I contrasti col marito si fecero però presto evidenti; alla nascita di Viktor (1824), Marianne e Friedrich erano già separati e ottennero il divorzio nel gennaio dell'anno seguente, nel 1825.
Marianne sposò qualche mese più tardi Adolph Bargiel, insegnante di musica, da anni amico comune della coppia. Da lui ebbe un figlio, Woldemar, che sarebbe diventato compositore di un certo rilievo.